# Bloody Roar
Bloody Roar és una saga de videojocs de baralles on el lluitador té la possibilitat de transformar-se en una bèstia.
En forma de bèstia el lluitador és molt més poderós i té accés als millors combos. Entre alguns dels seus jugadors es troben:
- Yugo: llop
- Shina: lleopard
- Long: tigre
- Alice: conill
- Jenny: rat-penat
- Busuzima: camaleó
- Gado: lleó
- Bakuryu: talp
- Stun: insecte
- Uriko: gat
- Kohryu: talp-màquina
- Uranus: quimera
- ShenLong: tigre
- Nagi: tità

Cada personatge té combos, estils de lluita personals i un atac especial disponible només en mode bèstia. Els moviments dels personatges varien d'acord amb la consola en què s'està jugant, així per exemple hi ha nous moviments evasius, no només el tradicional rodeig que es fa servir en la versió de PSX, en versiones més modernes hi ha també una àmplia gamma de moviments estil màtrix i recursos d'última mà que poden resultar molt valuosos a l'hora de barallar. Una altra aportació important que s'ha introduït és la variació dels famosos combos, ja que els personatges no tenen les mateixes tècniques a cada plataforma, els jugadors compten amb una bona varietat de moviments d'atac que amb una bona experiència i agilitat poden combinar-se per causar un gran mal al contrincant, un punt a favor de l'antimonotonia d'alguns jocs de lluita.
Els jocs de Bloody Roar han estat programats per la companyia Eighting i produïts per Hudson Soft. Avui dia han aparegut quatre entregues oficials (dues per a PlayStation i unes altres dues per a PlayStation 2) i dos spin-off (un per a Nintendo GameCube i un altre per a X-Box).

## Videojocs
| Títol                    | Any  | Plataformes         |
| ------------------------ | ---- | ------------------- |
| Beastorizer/Bloody Roar  | 1998 | arcade, PlayStation |
| Bloody Roar 2            | 1999 | PlayStation         |
| Bloody Roar 3            | 2001 | PlayStation 2       |
| Bloody Roar: Primal Fury | 2002 | GameCube            |
| Bloody Roar: Extreme     | 2002 | Xbox                |
| Bloody Roar 4            | 2003 | PlayStation 2       |